# لوبرازک
لوبرازک (به لاتین: Luberadzyk) یک روستا در لهستان است که در گمینا اویژنگ واقع شده‌است. لوبرازک ۶۰ نفر جمعیت دارد.